# Bolívia nos Jogos Olímpicos de Verão de 1996
A Bolívia participou dos Jogos Olímpicos de Verão de 1996 em Atlanta, Estados Unidos. A delegação foi composta por oito desportistas.

## Desempenho

### Atletismo
Masculino
| Atleta              | Evento   | Eliminatórias | Eliminatórias | Quartas-de-final | Quartas-de-final | Semifinais  | Semifinais  | Final       | Final       |
| Atleta              | Evento   | Res.          | Pos.          | Res.             | Pos.             | Pos.        | Res.        | Res.        | Pos.        |
| ------------------- | -------- | ------------- | ------------- | ---------------- | ---------------- | ----------- | ----------- | ----------- | ----------- |
| Jorge Castellón     | 100 m    | 10.74         | 9º/bat. 6     | Não avançou      | Não avançou      | Não avançou | Não avançou | Não avançou | Não avançou |
| Policarpio Calizaya | Maratona |               |               |                  |                  |             |             | 2:33:08     | 91º         |

Feminino
| Atleta          | Evento                | Final | Final |
| Atleta          | Evento                | Res.  | Pos.  |
| --------------- | --------------------- | ----- | ----- |
| Geovanna Irusta | 10 km marcha atlética | 47:13 | 34º   |

### Ciclismo de pista
Masculino
| Atleta         | Evento     | Qualificação | Qualificação | 1ª rodada               | 1ª rodada            | 2ª rodada        | 2ª rodada   | Oitavas-de-final | Oitavas-de-final | Quartas-de-final | Semifinal        | Final            | Final       |
| Atleta         | Evento     | Tempo        | Pos.         | Adversário tempo        | Repescagem           | Adversário tempo | Repescagem  | Adversário tempo | Repescagem       | Adversário tempo | Adversário tempo | Adversário tempo | Pos.        |
| -------------- | ---------- | ------------ | ------------ | ----------------------- | -------------------- | ---------------- | ----------- | ---------------- | ---------------- | ---------------- | ---------------- | ---------------- | ----------- |
| Claus Martínez | Velocidade | 12.341       | 24º          | AUS G. Neiwand D 14.373 | USA W. Clay D 11.191 | Não avançou      | Não avançou | Não avançou      | Não avançou      | Não avançou      | Não avançou      | Não avançou      | Não avançou |

### Esgrima
Masculino
| Atleta        | Prova            | Primeira fase          | Segunda fase           | Oitavas-de-final       | Quartas-de-final       | Semifinais             | Final                  | Final |
| Atleta        | Prova            | Adversário e resultado | Adversário e resultado | Adversário e resultado | Adversário e resultado | Adversário e resultado | Adversário e resultado | Pos.  |
| ------------- | ---------------- | ---------------------- | ---------------------- | ---------------------- | ---------------------- | ---------------------- | ---------------------- | ----- |
| Miguel Robles | Sabre individual | ESP R. Peinador D 7–15 | Não avançou            | Não avançou            | Não avançou            | Não avançou            | Não avançou            | =40º  |

### Natação
Masculino
| Atleta        | Evento          | Eliminatórias | Eliminatórias | Final       | Final       |
| Atleta        | Evento          | Res.          | Pos.          | Res.        | Pos.        |
| ------------- | --------------- | ------------- | ------------- | ----------- | ----------- |
| David Pereyra | 100 m borboleta | 1:01.63       | 58º           | Não avançou | Não avançou |

Feminino
| Atleta          | Evento       | Eliminatórias | Eliminatórias | Final       | Final       |
| Atleta          | Evento       | Res.          | Pos.          | Res.        | Pos.        |
| --------------- | ------------ | ------------- | ------------- | ----------- | ----------- |
| Ximena Escalera | 100 m costas | 1:11.70       | 35º           | Não avançou | Não avançou |

### Saltos ornamentais
Masculino
| Atleta        | Evento                     | Preliminar | Preliminar | Semifinal   | Semifinal   | Final       | Final       |
| Atleta        | Evento                     | Pontos     | Pos.       | Pontos      | Pos.        | Pontos      | Pos.        |
| ------------- | -------------------------- | ---------- | ---------- | ----------- | ----------- | ----------- | ----------- |
| Tony Iglesias | Trampolim 3 m individual   | 307,83     | 27º        | Não avançou | Não avançou | Não avançou | Não avançou |
| Tony Iglesias | Plataforma 10 m individual | 290,16     | 30º        | Não avançou | Não avançou | Não avançou | Não avançou |

Legenda
| Recorde mundial      | Recorde mundial (World record)               |                       | Recorde africano                      | Recorde africano (African) |                                           | Q | Classificado por posição (Qualified) |
| Recorde olímpico     | Recorde olímpico (Olympic record)            | Recorde da América    | Recorde da América (Americas)         | q                          | Classificado por melhor tempo (Qualified) |   |                                      |
| Melhor marca do ano  | Melhor marca do ano (World leading)          | Recorde asiático      | Recorde asiático (Asian)              | DNS                        | Não largou (Did not start)                |   |                                      |
| Recorde nacional     | Recorde nacional (National record)           | Recorde europeu       | Recorde europeu (European)            | DNF                        | Não terminou (Did not finish)             |   |                                      |
| Recorde pessoal      | Recorde pessoal do atleta (Personal best)    | Recorde da Oceania    | Recorde da Oceania (Oceania)          | DSQ / DQ                   | Desclassificado (Disqualified)            |   |                                      |
| Recorde da temporada | Recorde da temporada do atleta (Season best) | Recorde sul-americano | Recorde sul-americano (South America) | NM                         | Sem marca (No mark)                       |   |                                      |